# Associazione banche offshore
Associazione banche offshore (ABO) è l'associazione di settore del mondo bancario e finanziario offshore. Rappresenta, tutela e promuove gli interessi del sistema bancario offshore in Italia e Europa.
L'ABO è la voce di tutte le banche, piccole, medie e grandi che sono situate in stati cosiddetti offshore. È anche l'espressione della finanza, delle fiduciarie, delle società di intermediazione mobiliare estere. L'Associazione raggruppa quindi tutti gli operatori bancari e finanziari. L'ABO rappresenta inoltre il sistema creditizio e finanziario offshore, in tutte le sedi internazionali, tra le quali la Federazione bancaria europea.

## Obiettivi
Come dice lo Statuto, l'ABO tutela gli interessi delle banche offshore e delle rappresentanze di banche estere associate nonché degli altri enti e società imprenditoriali, esteri aderenti.
Tratta le problematiche di interesse del settore sottoponendole alle autorità competenti e, attraverso la costituzione di apposite Commissioni specifiche per le diverse discipline, promuove attività di analisi e approfondimento di tematiche attinenti alla finanza internazionale, e si pone come punto di incontro di esperti del settore, al fine di permettere ai suoi Associati di seguire l'evoluzione delle conoscenze in materia finanziaria e di formulare adeguate proposte di collaborazione in tutte le sedi internazionali.